# Scilla litardierei
Scilla litardierei là một loài thực vật có hoa trong họ Măng tây. Loài này được Breistr. miêu tả khoa học đầu tiên năm 1954.

## Hình ảnh

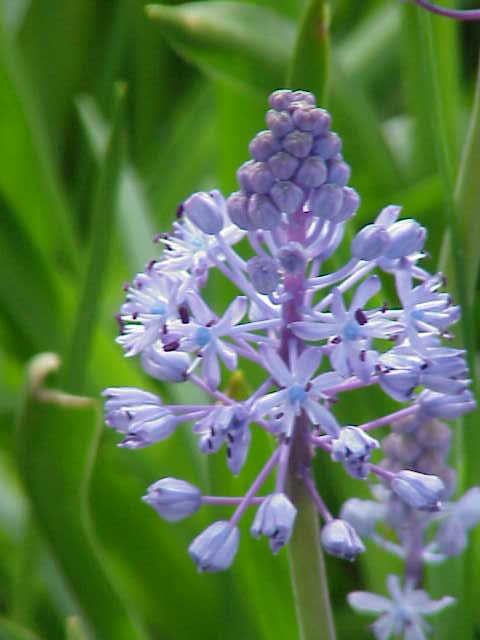
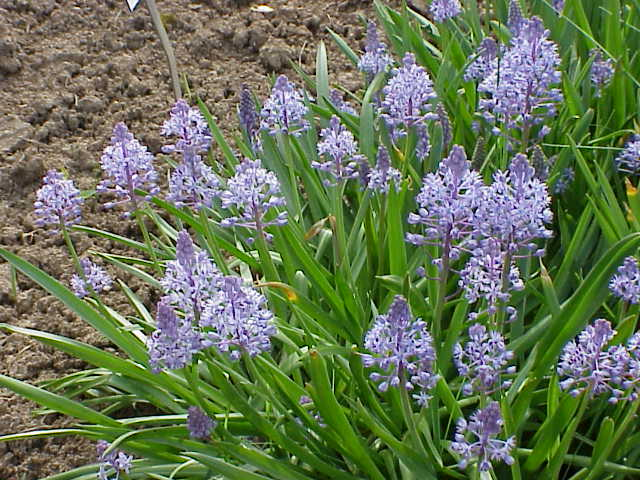
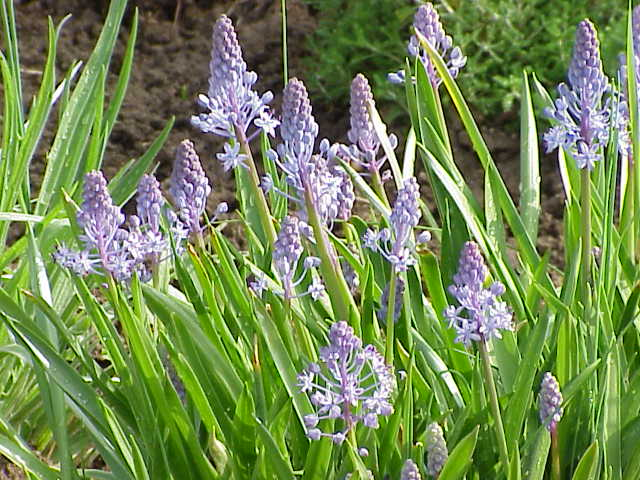